# 1943 în științifico-fantastic
- 1942 în științifico-fantastic — 1943 în științifico-fantastic — 1944 în științifico-fantastic

1943 în științifico-fantastic a implicat o serie de evenimente:

## Nașteri și decese

### Nașteri
- Chris Boyce (d. 1999)
- Chris Bunch (d. 2005)
- William R. Burkett jr.
- Allan Cole (d. 2019)
- György Dalos
- David Dvorkin
- Dirk C. Fleck
- Joe Haldeman
- Ulrich D. Harbecke
- Cecelia Holland
- William Kotzwinkle
- Michail Krausnick (d. 2019)
- Rolf W. Liersch
- Jan Mark, Pseudonimul lui Janet Marjorie Brisland (d. 2006)
- Angus McAllister
- Helmuth W. Mommers
- Michael Morgental
- Christopher Priest
- Hans-Jürgen Raben
- Bernd Ulbrich
- Ian Watson
- Emil Zopfi

### Decese
- Gottfried Doehler (Pseudonim Fritz Hoelder; n. 1863)
- Hanns Heinz Ewers (n. 1871)
- Abraham Merritt (n. 1884)
- Adolf Sommerfeld (n. 1870)

## Cărți

### Romane
- Cartea lui Ptath de A. E. van Vogt
- Earth's Last Citadel scris de soții C.L. Moore și Henry Kuttner
- Perelandra de C. S. Lewis
- Ravage de René Barjavel

### Colecții de povestiri
- Beyond the Wall of Sleep de H. P. Lovecraft

### Povestiri
- "Death Sentence" de Isaac Asimov
- "The Great Secret" de L. Ron Hubbard
- "Mimsy Were the Borogoves" de Lewis Padgett (pseudonimul soților Henry Kuttner și C. L. Moore)
- "Nothing but Gingerbread Left" de Henry Kuttner
- "The Scythe" de Ray Bradbury
- „Coșmar de zi” de Fredric Brown

## Filme
| Titlu         | Regizor          | Distribuție                              | Țara                       | Sub-Gen /Note |
| ------------- | ---------------- | ---------------------------------------- | -------------------------- | ------------- |
| The Ape Man   | William Beaudine | Bela Lugosi, Wallace Ford, Louise Currie | Statele Unite ale Americii |               |
| The Mad Ghoul | James Hogan      | David Bruce, Evelyn Ankers, George Zucco | Statele Unite ale Americii |               |
|               |                  |                                          |                            |               |